# Pterotaea denticularia
Pterotaea denticularia är en fjärilsart som beskrevs av Dyar 1907. Pterotaea denticularia ingår i släktet Pterotaea och familjen mätare. Inga underarter finns listade.